# Basílica de Nuestra Señora (Tongeren)
La basílica de Nuestra Señora (en francés: Basilique de Notre-Dame de Tongre; en neerlandés: Onze-Lieve-Vrouwebasiliek), o antigua catedral de Nuestra Señora, es el principal lugar de culto católico en la ciudad de Tongeren, Bélgica y la antigua catedral de la ahora suprimida diócesis de Tongeren.
La basílica fue construida en el estilo gótico, de acuerdo con la interpretación local del gótico brabantino, en el siglo XIII.
En las recientes excavaciones en donde esta la iglesia se han encontrado algunos de los hallazgos arqueológicos más ricos de Flandes. Las excavaciones arqueológicas han demostrado la presencia de un área de construcción presente ya en el siglo IV y una casa de oración católica carolingia que data del siglo IX.
La construcción del actual coro de la iglesia comenzó en 1240. Las naves, el crucero y las capillas laterales se añadieron entre los siglos XIII y XV.
El campanario románico original fue reemplazado por la actual torre gótica, que mide 64 m de altura, construida entre 1442 y 1541.
El interior de la basílica alberga la imagen de Nuestra Señora de Tongeren, que data de 1475. El tesoro se encuentra en la antigua sala capitular e incluye una de las más ricas colecciones de arte religioso católico en Bélgica.

## Galería de imágenes

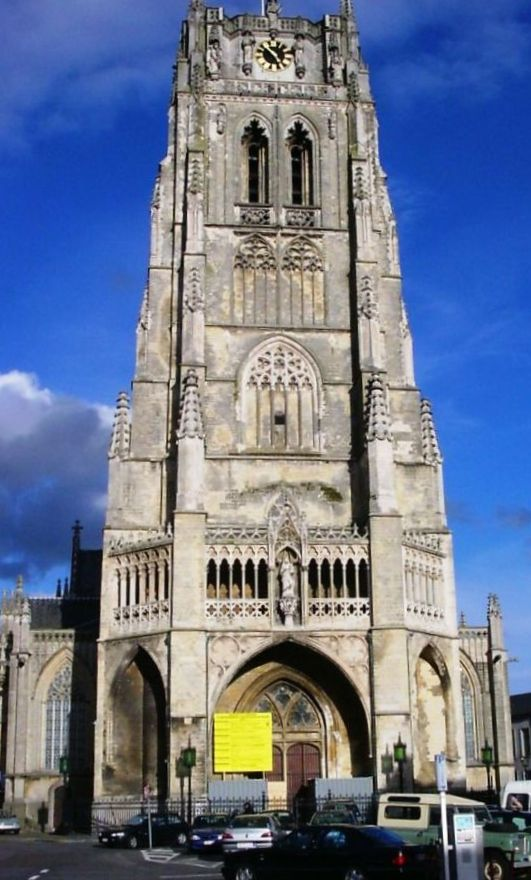
Vista de la torre
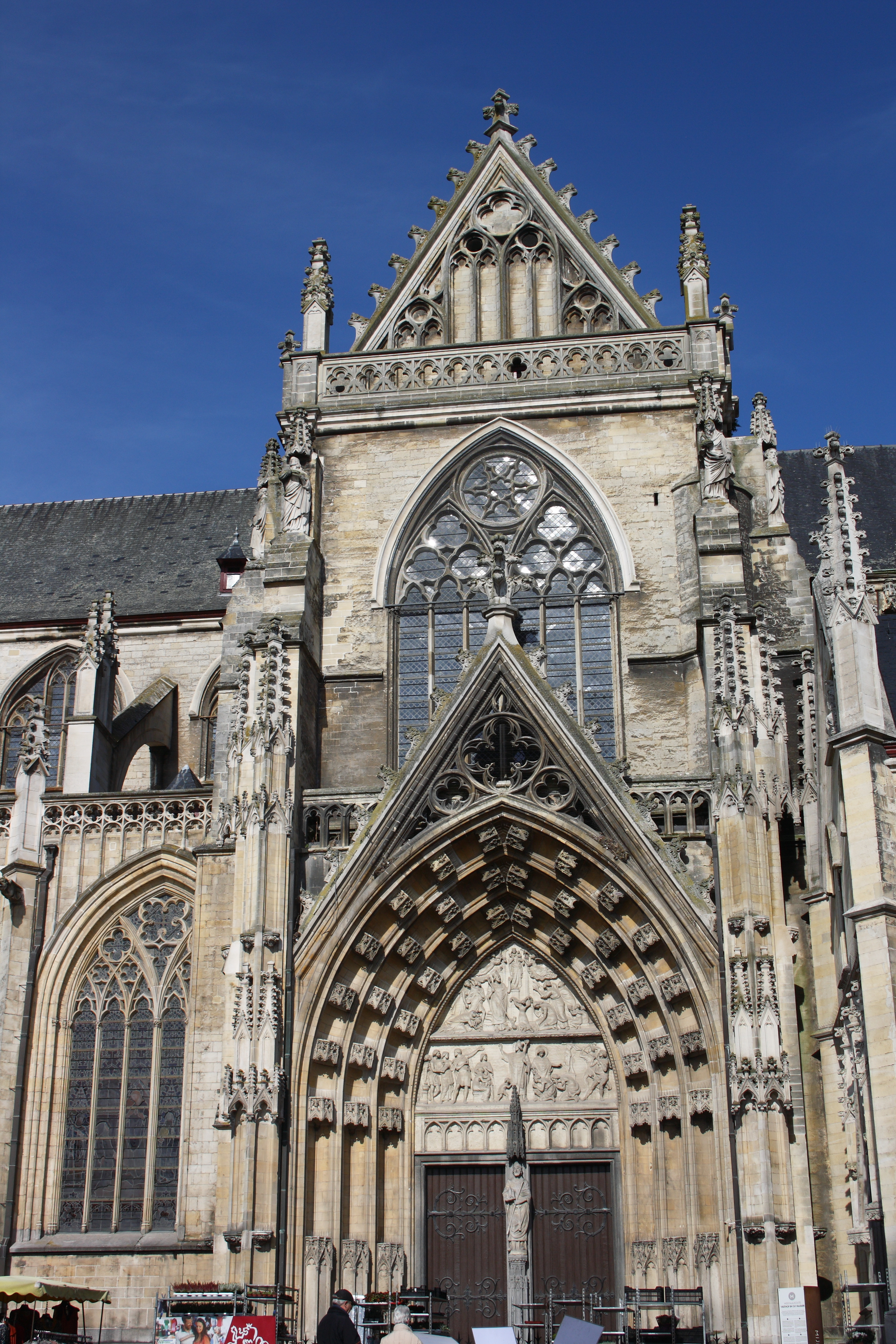
Vista de la fachada del transepto
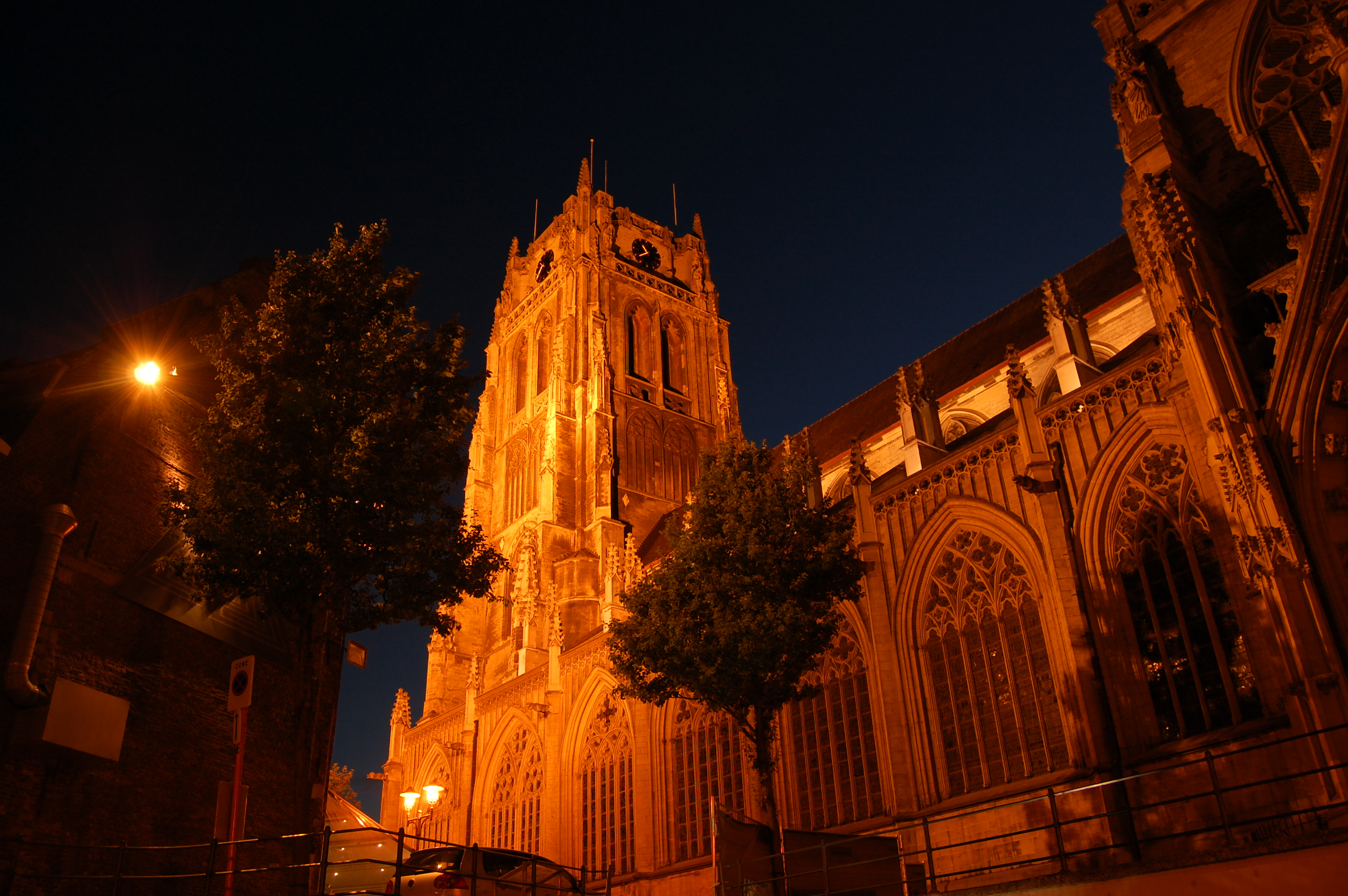
Vista nocturna
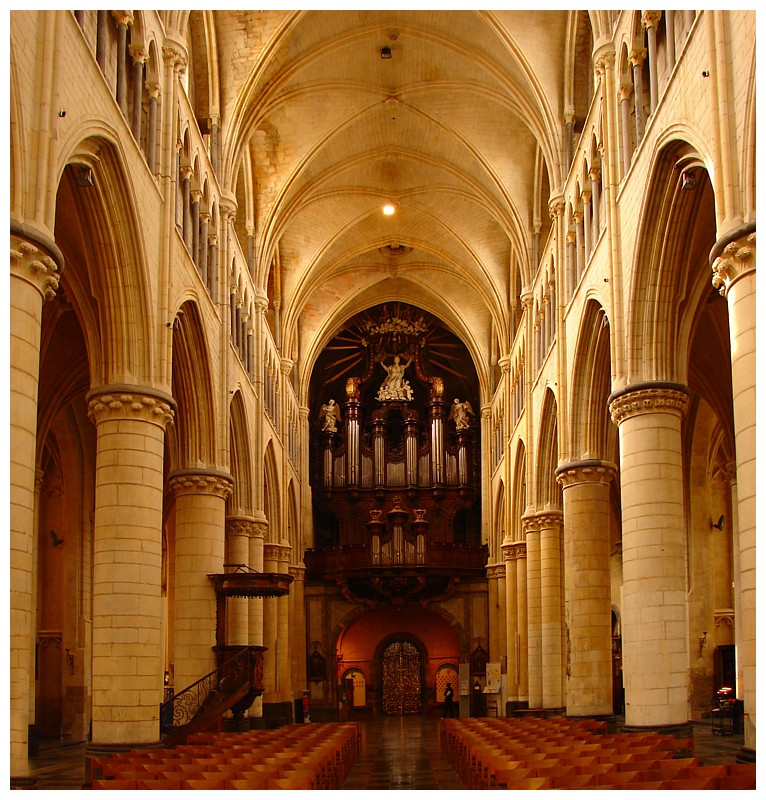
Vista de la nave central
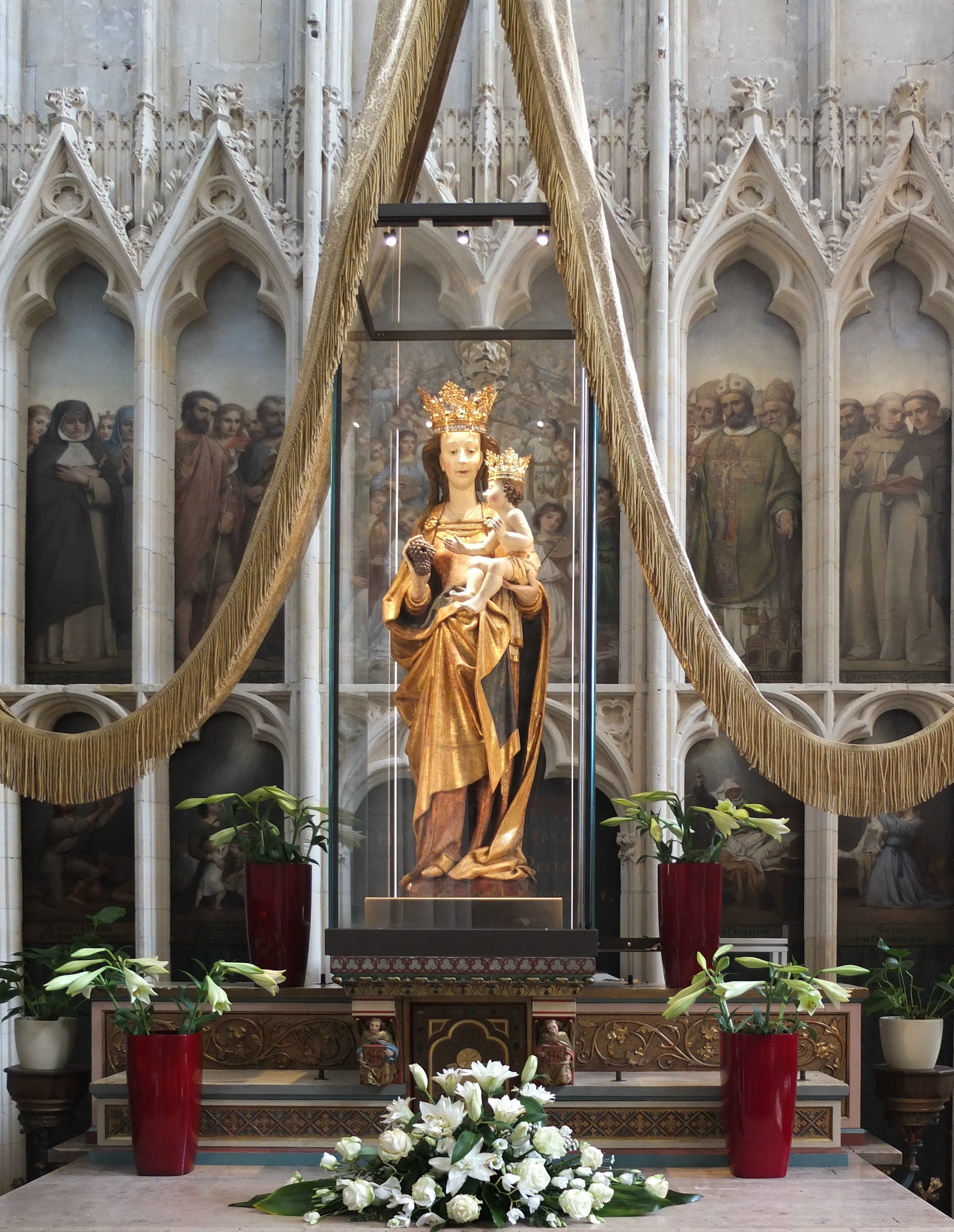
Nuestra Señora de Tongeren, 1475